# Incidents del Baralong
Els incidents del Baralong van ser uns enfrontaments navals de la Primera Guerra Mundial produïts al 19 d'agost i 25 de setembre de 1915, que van implicar el Q-ship HMS Baralong (més tard anomenat HMS Wyandra) de la Royal Navy, i dos U-boot alemanys.
El HMS Baralong va enfonsar el SM U-27, que s'estava preparant per enfonsar el Nicosian, un vaixell mercant proper. Al voltant d'una dotzena dels membres de la tripulació van aconseguir escapar del submarí mentre s'enfonsava. El Lieutenant-Commander Godfrey Herbert, oficial al comandament del HMS Baralong, va ordenar executar sumàriament als mariners que van sobreviure després d'abordar el Nicosian. Tots els supervivents del SM U-27 enfonsat, incloent els que havien arribat al Nicosian, van ser executats per la tripulació del HMS Baralong.
Dies més tard, el HMS Baralong va enfonsar el SM U-41 en un incident que també ha estat descrit com un crim de guerra.

## Antecedents
Després de l'enfonsament del RMS Lusitania per un submarí alemany al maig de 1915, el tinent comandant Godfrey Herbert, oficial al comandament del HMS Baralong, va rebre la visita dos agents de la branca del servei secret del Almirallat a la base naval de Queenstown, Irlanda. Li van dir, 
| « | Aquest afer del Lusitania és impactant. Extraoficialment, ho estem dient ... no feu presoners dels submarins | » |

Els suboficials subordinats a Herbert van establir reunions amb ell per a parlar sobre la seva indisciplina en el seu comandament del vaixell. Herbert permetia als seus homes que s'involucressin en borratxeres durant el permís de terra. Durant un d'aquests incidents, en Dartmouth, diversos membres de la tripulació del HMS Baralong van ser detinguts després de destrossar un bar local. Herbert va pagar la seva fiança i, a continuació, va sortir amb ells del port. A partir d'abril de 1915, Herbert va ordenar als seus subordinats que cessessin d'anomenar-lo «Senyor», i dirigir-se a ell només pel pseudònim de «Capità William McBride».

## El primer incident

### L'acció del 19 d'agost de 1915
Al llarg de l'estiu de 1915, el HMS Baralong va continuar les seves tasques de vigilància de rutina al Mar d'Irlanda sense trobar-se amb l'enemic.
El 19 d'agost de 1915, el SM U-24 va enfonsar el SS Arabic, de la White Star Line, amb la pèrdua de 44 vides; inclosos 3 estatunidencs que va donar lloc a un incident diplomàtic entre Alemanya i els Estats Units d'Amèrica. El HMS Baralong estava en aquell moment a 32 km de l'escena i va rebre la trucada d'auxili de la nau. La tripulació del HSM Baralong es va enfurismar per l'atac i per la seva incapacitat per localitzar supervivents.

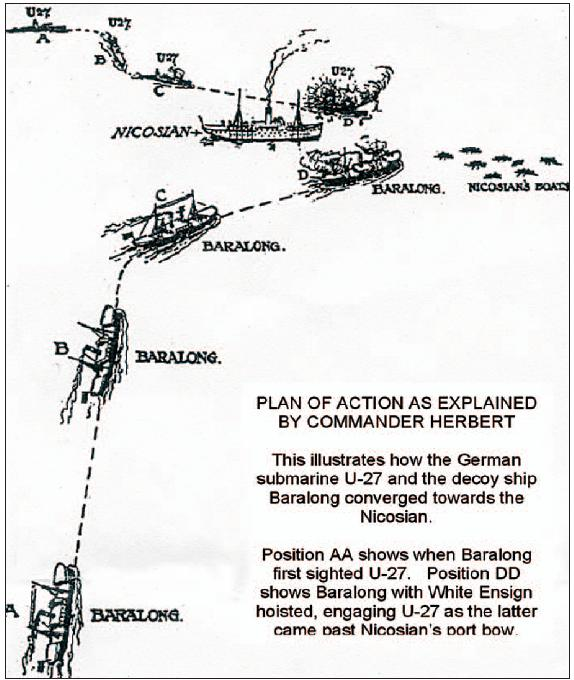
Acció del 19 d'agost de 1915

Mentrestant, prop de 70 milles nàutiques (130 km) al sud de Queenstown, el SM U-27, al comandament del Kapitänleutnant Bernd Wegener, va detenir el vaixell de vapor britànic Nicosian d'acord amb les normes establertes per la Declaració de Londres. Un grup d'abordatge de sis homes del SM U-27 va descobrir que el Nicosian estava carregat de municions i que transportava 250 mules americanes destinades a l'exèrcit britànic a França. Els alemanys van permetre a la tripulació i als passatgers del vaixell mercat pujar a bord de bots salvavides, i es va preparar per enfonsar el vaixell amb el canó de coberta del submarí.
El SM U-27 estava disparant a l'aleta de babord del Nicosian quan el HMS Baralong va aparèixer en l'escena, amb la bandera dels Estats Units com una bandera falsa. Quan va arribar a mitja milla de distància, el HMS Baralong va hissar la bandera de senyal que indicava que ell anava a rescatar la tripulació del Nicosian. Wegener va reconèixer el senyal i, a continuació, va ordenar als seus homes de cessar el foc i va dur el SM U-27 al llarg del costat de babord de Nicosian per interceptar al HMS Baralong. Com el submarí va desaparèixer darrere del vaixell de vapor, Herbert va dirigir el HSM Baralong en un curs paral·lel al llarg del costat d'estribord del Nicosian. Abans que el SM U-27 va arribés a la proa del Nicosian, el HMS Baralong va arriar la bandera dels Estats Units i va hissar la bandera blanca de la Royal Navy, i va desemmascarar els seus canons. Quan el SM U-27 es va fer visible des del darrere del Nicosian, el HMS Baralong va obrir foc amb els seus tres canons navals de 12 lliures 12 cwt a una distància de 550 m, disparant 34 rondes d'un sol tret contra el submarí. El SM U-27 es va donar la volta i va començar a enfonsar-se.
Segons Tony Bridgland:
| « | Herbert va cridar, «Alto el foc!» Però la sagnia d'aquests homes va augmentar. Ells es van venjar de l'Arabic i del Lusitania. Per a ells no era el moment de cessar el foc, així com els supervivents de la tripulació van aparèixer a la carcassa exterior, lluitant per treure's la seva roba per nedar lluny de ells. Hi va haver un poderós xiulet d'aire comprimit des dels seus tancs i l'U-27 va desaparèixer de la vista en un remolí de bombolles gegants ressonants, deixant un núvol de fum sobre el lloc on havia estat. S'havia pres només uns pocs minuts per disparar els 34 projectils sobre ell. | » |

Mentrestant, la tripulació del Nicosian estaven animant salvatgement des dels bots salvavides. El capità Manning va sentir cridar, 
| « | Si qualsevol dels huns bastards apareixen, nois, colpegeu-los amb un rem! | » |

Només dotze homes van sobreviure a l'enfonsament del submarí: la tripulació que estava disparant les dues armes de la coberta i els que estaven a la torre de comandament. Van nedar fins al Nicosian i van intentar unir-se al grup d'abordatge de sis homes que pujaven des del seu bot salvavides per les seves cordes  i per l'escala de vent. Herbert, preocupat que poguessin tractar d'enfonsar el vaixell de vapor, va ordenar als seus homes que obrissin foc amb armes petites, matant a tots els alemanys que encara estaven a l'aigua. Es diu que Wegener va ser un dels que van rebre un tret en tractar de nedar fins al HMS Baralong.
Herbert va enviar 12 Royal Marines del Baralong, sota el comandament del caporal Collins, per trobar els mariners alemanys supervivents que estaven a bord del Nicosian. Mentre ells se n'anaven, Herbert va dir a Collins, 
| « | No feu presoners! | » |

Els alemanys van ser descoberts a la sala de màquines i els anglesos els van començar a disparar. D'acord amb el Sub-Lieutenant Gordon Steele:
| « | Wegener va anar cap a una cabina de la coberta superior; més tard va descobrir que era el bany de Manning. Els marines van trencar la porta amb les culates dels seus rifles, però Wegener va fugir a través d'una escotilla i es va deixar caure al mar. Ell encara tenia la seva armilla salvavides i va posar els braços en senyal de rendició. El caporal Collins, però, va apuntar i li va disparar al cap. | » |

El caporal Collins va recordar més tard que, després de la mort de Wegener, Herbert va llançar un revòlver contra a la cara del capità alemany i li va cridar:
| « | Què passa amb el Lusitania, bastard! | » |

Una explicació alternativa diu que els alemanys que van abordar el Nicosian van ser assassinats pel personal de càrrega de la sala de màquines; aquest informe aparentment provenia de l'oficial al comandament dels traginers.

### Les conseqüències del primer incident
En l'informe de Herbert a l'Almirallat, ell va afirmar que temia que els supervivents de la tripulació del submarí abordessin el vaixell mercant per enfonsa-lo, pel que va ordenar als Royal Marines de la seva nau disparar als supervivents. Si haguessin enfonsat el vaixell, es podria haver comptat com negligència per part de Herbert. Moments abans que el HMS Baralong comencés el seu atac, el submarí estava disparant contra el vaixell de càrrega. Ell no sabia si els mariners que escapaven realment volien enfonsar el vaixell de càrrega.
L'Almirallat, en rebre l'informe d'Herbert, immediatament va ordenar la seva supressió, però l'estricta censura imposada en el cas va fallar quan els estatunidencs que havien estat testimonis de l'incident des dels bots salvavides del Nicosian van parlar amb els periodistes després del seu retorn als Estats Units.

### El memoràndum alemany
El govern alemany va lliurar un memoràndum sobre l'incident a través de l'ambaixador dels Estats Units a Berlín, que el va rebre el 6 de desembre de 1915. En ell, es va citar sis ciutadans dels Estats Units en qualitat de testimonis, indicant que havien fet declaracions jurades sobre l'incident davant notaris públics en els Estats Units.
Les declaracions deien que cinc supervivents del SM U-27 van aconseguir abordar el Nicosian, mentre que la resta van ser assassinats per ordres de Herbert mentre s'aferraven als bots salvavides del vaixell mercant que hi eren a l'aigua. Es va indicar, a més, que quan Herbert va ordenar als seus marines d'abordar el Nicosian, va donar l'ordre de «no fer presoners». Es van trobar quatre mariners alemanys a la sala de màquines i al túnel de l'eix de l'hèlix del Nicosian, i van morir tots. D'acord amb les declaracions dels testimonis, el comandant del SM U-27 va rebre un tret mentre nedava cap al HMS Baralong.
El memoràndum va exigir que el capità i la tripulació del HMS Baralong fossin jutjats per l'assassinat dels mariners alemanys desarmats, amenaçant amb «prendre la greu decisió de retribució per un crim sense càstig». Sir Edward Grey va respondre a través de l'ambaixador dels Estats Units que l'incident podria ser agrupat juntament amb els enfonsaments efectuats pels alemanys, com el del SS Arabic, el seu atac contra un submarí britànic encallat en la neutral costa holandesa, i el seu atac al vaixell de vapor Ruel, i va suggerir que fossin col·locats davant d'un tribunal format per membres de l'US Navy.

### La reacció alemanya
Al 15 de gener de 1916, es va dur a terme un debat al Reichstag, en el qual l'incident va ser descrit com un «covard assassinat» i la nota de Grey com «plena d'insolència i arrogància». Es va anunciar que s'havien decidit represàlies, però no la forma que prendrien.
Mentrestant, l'Oficina Militar per a la Investigació de les Violacions de les lleis de la guerra (en alemany: Militäruntersuchungstelle für Verletzungen des Kriegsrechts) va afegir al comandant del HMS Baralong, que només va ser conegut amb el nom de «capità William McBride», a «la llista negra dels anglesos que són culpables de violacions de les lleis de la guerra contra els membres de les forces armades alemanyes» del Ministeri de Guerra de Prússia.
Les accions del HMS Baralong van portar a la Kaiserliche Marine de cessar la seva adhesió a les regles del dret de presa i de practicar la guerra submarina sense restriccions. Durant la Segona Guerra Mundial, aquesta acció va ser citada com una raó per la Kriegsmarine a fer el mateix. Alemanya va emetre una medalla commemorativa de l'esdeveniment.
Com a mesura de precaució per protegir els vaixells i a les seves tripulacions contra qualsevol tipus de represàlies, el HMS Baralong va ser traslladat a la Mediterrànea, va prendre el nom de HMS Wyandra i el seu antic nom va ser esborrat del Registre de Lloyd. El Nicosian es va anomenar Nevisiana, i la seva tripulació va emetre nous llibres de descàrrega, amb el viatge omès.
La tripulació del HMS Baralong van ser premiada amb 185 £ com a recompensa per l'enfonsament del SM U-27.
Una flotilla de submarins de la Kriegsmarine formada el 25 de juny de 1938 va rebre el nom de «Wegener» en memòria del comandant del SM U-27.

## El segon incident

### L'acció del 24 de setembre de 1915
El 24 de setembre de 1915, el HMS Baralong va enfonsar el submarí alemany SM U-41. En aquell moment, el seu oficial al comandament era el tinent comandant A. Wilmot-Smith, que més tard va ser guardonat amb una recompensa de 170 £ com a premi.
En aquesta etapa de la guerra, els comandants de submarins alemanys tenien ordres d'observar escrupolosament les regles sobre el dret de captura (De Iure Praedae). Després de la detecció d'objectius mercants, els submarins sortien a la superfície prop del vaixell, l'abordaven, i buscaven contraban. Això evitava l'enfonsament de vaixells neutrals, però exposava als submarins a un gran risc.
Després d'aturar al vaixell mercant SS Urbino, el SM U-41 va enviar un equip d'abordatge a bord per inspeccionar la càrrega. Després de trobar material de guerra a bord, els alemanys van posar la tripulació del vaixell fora de la nau en bots salvavides. El SM U-41 estava en el procés d'enfonsament del SS Urbino amb armes de foc quan va arribar a l'escena el HMS Baralong (amb el nom HMS Wyandra i sota l'aparença d'un vaixell mercant amb la bandera estatunidenca hissada). Quan el SM U-41 es va acostar, el HMS Wyandra va disparar contra el submarí i el va enfonsar, sense arriar la bandera dels Estats Units. Això va ser una violació de les regles de la guerra per haver utilitzar una falsa bandera, ja que es requeria que un bel·ligerant s'identifiqués abans d'iniciar les hostilitats.

### Les conseqüències del segon incident
A diferència del primer incident, que el van presenciar els neutrals estatunidencs, els únics testimonis del segon atac van ser els mariners alemanys i britànics presents.
L'Oberleutnant zur See Iwan Crompton, després de tornar a Alemanya des d'un camp de presoners de guerra, va informar que el HMS Baralong va enviar un bot salvavides fins on estava ell, hi va pujar, i poc després va ser portat a bord del HMS Baralong. La tripulació britànica va negar que haguessin enviat el bot salvavides. i va descriure l'enfonsament del SM U-41 com un «segon cas Baralong».
L'esdeveniment també va ser commemorat amb una medalla de propaganda dissenyada pel medallista alemany Karl Goetz. Aquesta va ser una de les moltes medalles van ser populars en Alemanya entre 1910 i 1940.